# Памятная медаль второго национального сопротивления
Памятная медаль второго национального сопротивления — государственная награда Чехословакии.

## История
Памятная медаль второго национального сопротивления была учреждена 26 октября 1946 года с целью поощрения чехословацких партизан, воевавших за границей и вступивших в активный бой с оккупантами.
Награждение производил министр внутренних дел.
Кроме медали вручалась грамота.
Награда могла быть вручена только один раз, или посмертно.

## Описание
Медаль изготавливается из бронзы.
Аверс медали: женская голова в профиль, увенчанная венком из липовых ветвей. Внизу по окружности идёт надпись: «ZA VÉRNOST 1939—1945».
Реверс: надпись в четыре строки: «NA PAMĚŤ DRUHÉHO NARODNÍHO ODBOJE», под ней лавровая ветвь.
Медаль при помощи металлического кольца подвешена к ленте.
Лента медали муаровая белого цвета с двумя красными полосками посередине, тонкой красной полосками по краям.
 Для повседневного ношения имеется планка, обтянутая орденской лентой.